# Поморье
Помо́рье (исторически также Беломо́рье) — историческое название территории на севере европейской части России. Термин применяется в нескольких значениях.
В самом узком смысле, Поморье (Поморский берег) — южный берег Белого моря от Онеги до Кеми. Более широко Поморье понимается как всё беломорское побережье с прилегающими районами и реками; в ещё более широком (и практически не использующемся в настоящее время) понимании — весь Европейский Север России, то есть всё побережье Северного океана и Белого моря от норвежско-финской границы до Архангельска и далее до Северного Урала, включая Карелию, двинские, важские, сысольские, вятские, пермские земли, Посухонье, Белозерский и Печорский края, находившиеся в XII—ХV веках во владении Новгорода, а с конца XV века — Русского государства. В Архангельской области Поморьем неофициально называют территорию этой области (иногда вместе с Ненецким автономным округом).

## Происхождение

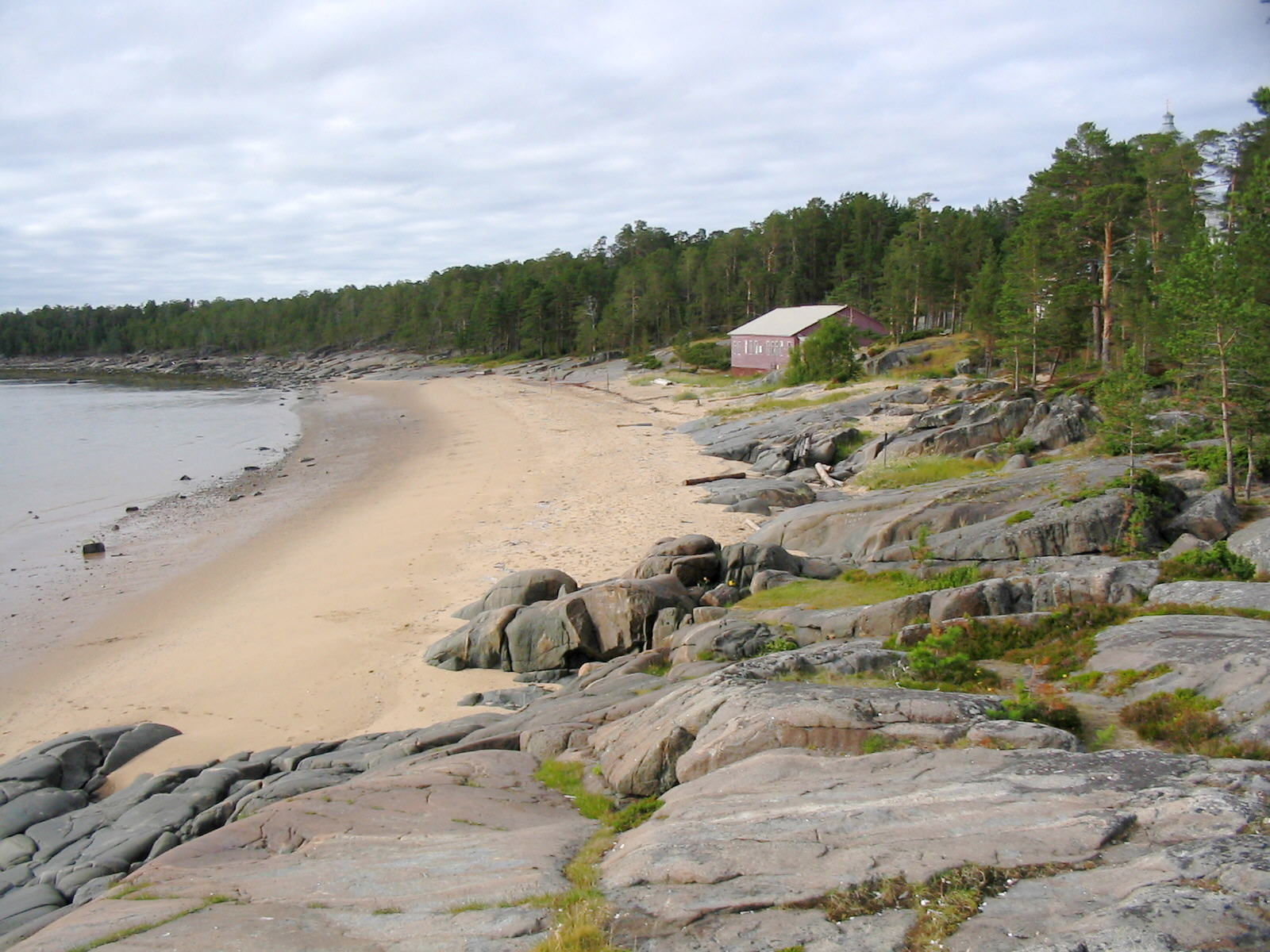
Ландшафт на Кий-острове в Белом море

«Поморцами», а затем «поморами» с XVI века именовали население прибрежной части Западного Беломорья и волостей, записанных за Соловецким монастырем до раскола в русской православной церкви. В Архангелогородской губернии в XVIII веке и Архангельской губернии в XIX веке местное население именовало «Поморьем» исключительно Поморский берег Белого моря, включая бывшие волости Соловецкого монастыря в Западном Беломорье.
Однако в концепции «Великого Поморья» В. Н. Булатова термин «Поморье» употребляется как историческое название обширной территории на севере Европейской России — весь Русский Север от Карелии до Северного Урала.
По мнению этнографа Т. А. Бернштам, которая в 60-е годы XX века исследовала часть Беломорского побережья, «распространённое в среде историков, этнографов и фольклористов мнение о том, что главным доказательством внутреннего единства поморов служит их почти исключительно новгородское происхождение, нельзя считать основательным. <…> Наряду с давно установленным фактом преобладания славянского (русского) компонента в формировании русского населения и культуры Севера и поморов, хотелось бы отметить важную роль, которую сыграло в этих процессах включение в состав и культуру севернорусского населения в целом и поморского в частности местных иноязычных жителей, их производственных навыков и элементов культурных традиций. Также хотелось бы подчеркнуть, что до и после сложения поморов как особой группы русского населения имела место определённая тенденция к „мирному сосуществованию“ доминирующего русского населения с иноязычными соседями (племенами чуди заволочской, карелами, саамами, ненцами, коми) — тенденция, обусловившая широкий обмен производственными навыками, хозяйственное сотрудничество и кооперацию, культурное взаимовлияние. На этой широкой основе и происходит в XIV—начале XVIII в. формирование поморов». Таким образом, термин «Поморье» отражает не только географическую территорию, но и внутреннее культурное единство его жителей, которое развивается независимо от территориального деления и других искусственных факторов.

## История
С начала XII века земли у Белого моря являлись владениями Новгородской республики. По версии В. Н. Булатова, эти земли и есть собственно Поморье, называвшееся также Заволочьем (между верховьями рек бассейнов Балтийского и Белого морей лежит водораздел, по которому ладьи перетаскивались волоком). Как полагает Булатов, освоению Поморья могло придать импульс нашествие Батыя и разорение Южной Руси. Постепенная колонизация Поморья и ассимиляция местного финно-угорского населения славянами привела к складыванию на европейском Севере особого этноса русского народа — поморов.
С начала XVII века в эпоху Смуты термин «поморские города» (Вятка, Тотьма, Пермь и Великий Устюг) применялся в документах московских приказов как название для целого региона. Но в новгородских источниках термин «Поморье» применялся исключительно к Западному Беломорью — волостям Соловецкого монастыря, хотя также высказывается мнение, что поморскими волостями назывались не только западные, но и восточные районы Белого моря.
Отвечая на критику, сторонники концепции Булатова высказывают мнение, что в период существования Новгородской республики поморами называли жителей западного побережья Белого моря, но с приходом Московского государства поморами стали именовать всё население бывших чудских районов Заволочья (онежане, мезенцы, двиняне, важане и др). Это обстоятельство подтверждается многими историческими источниками XVII века, в которых «поморскими городами» (то есть городами, входившими в состав Поморья) называются не только Холмогоры, Каргополь, Кемь, Пустозерск, но и Вятка, Тотьма, Пермь и Великий Устюг. Кроме того, термин «Поморские города» использовался в московском приказном производстве для обозначения северных городов Московского государства, входивших в состав Поморья. Понятия «Поморье» и «Поморские города» в БСЭ определяются как частичные синонимы: «Поморье, „Поморские города“, в 15—17 вв. название административного района по берегам Белого моря, Онежского озера и по рр. Онега, Северная Двина, Мезень, Печора, Кама и Вятка, вплоть до Урала… В 12—15 вв. П[оморье] было обширной колонией Великого Новгорода. К началу 16 в. закончилось присоединение П[оморья] к Москве».

### Поморье в концепции В. Н. Булатова
Согласно концепции В. Н. Булатова c начала XVI века Поморье, за четыре века значительно увеличившись по территории, входит в состав Русского государства. В это время Поморье приблизительно составляло около 60 % всей территории складывавшегося Российского государства, а к середине XVI века — около половины. Во второй половине XVII века в 22 уездах «Большого Поморья» проживало до 1 млн человек, в этой части России никогда не было крепостного права, а основную массу населения составляли свободные «черносошные крестьяне». По мнению Булатова, Поморье играло определяющую роль в экономической жизни государства, особенно во внешней торговле. Тезисы Булатова в 2011—2015 гг на сайте ИА «Регнум» были подвергнуты резкой критике выпускником Ленинградского государственного университета, историком по образованию Дмитрием Семушиным. Его критика была встречена молчанием в местном «академическом сообществе». Однако концепция проф. В. Н. Булатова была отставлена из официального употребления в Архангельской области. В новом официальном издании истории Архангельской области «Родина М. В. Ломоносова в истории России» была задействована концепция «Архангельского Севера» историка проф. Куратова. В период 2019—2022 годов в Архангельске были изданы для школы учебники по истории Архангельской области под названием «История Архангельского Севера» для 6-11 классов, в которой опять же нет концепции «большого Поморья» проф. В. Н. Булатова. В учебном пособии для 7 класса автор проф. Зашихин на с. 16-17 включил открытие Д. Л. Семушина о поморах как населении Поморского края Архангельской губернии. На опубликованных картах в учебном пособии и ученом Атласе комплекта учебного пособия обозначена территория Поморского края. Версия о поморах как населении Поморского края подтверждается актами высшего Российского законодательства, опубликованных Д. Л. Семушиным в 2014 году.
Популярное изложение взглядов В. Н. Булатова содержится в брошюре, изданной в 2004 году.

### Поморье в понимании В. Н. Татищева
Российский историк XVIII века В. Н. Татищев, употребив в своей «Истории Российской» (написанной в 1739—1750 гг.) термин «Поморье» в разных местах с разным смыслом, помимо своего желания положил начало его вольной трактовки, которая продолжается до настоящего времени и включает обозначение:
- Территории беломорского побережья от Онеги до Кеми;
- Территории всего беломорского побережья;
- Территории всего Русского Севера[12][13]. Прежде это словосочетание нигде в исторических документах не встречалось[14].

В. Н. Татищев в своей «Истории Российской» даёт такое определение: «Обсчее имя Поморие, а по уездам: Архангельской, Колмоград, Вага, Тотьма, Вологда, Каргополь, Чаронда и Олонец»… «Есть северная часть России, в которой все по берегу Белого моря и Северного моря от границы Карелии с финнами на восток до гор Великого пояса или Урала заключается. К югу же издревле русские поначалу часть по части овладевали и к Руси приобчали. Ныне же все оное и есче с немалою прибавкой под властью Поморской губернии состоит».
В расширительном смысле В. Н. Татищев употребил термин «Поморье» и «Поморская губерния» в следующем контексте:

ПОМОРЬЕ
Это северная часть России, в которой все по берегу Белого и Северного моря, от границы Корелии с финнами на восток до гор Великого Пояса, или Урала, заключается. К югу же издревле русские помалу, часть по части, захватывали и к Руси приобчали, из-за того невозможно границы положить. Ныне все оное и ещё с немалою прибавкою под управлением Поморской губернии состоит.
Княжения у древних народов или владетели были ли, точно сказать нельзя. Однако ж у югров по сей истории, а у пермов в житии Стефана Пермского князи упомянуты.
Народы в сей части:
Емь около Ладожского и Онежского озёр до Белого моря.
Лопи, к Северному морю.
Двиняне, по реке Двине.
Югры, или югдоры, по реке Югу и выше по Сухоне жиля.
Зыряне по Вычогде, где ныне Соль Вычегоцкая.

Пермы, выше Сухоны и за Каму на великом пространстве.— В. Н. Татищев
Никаких поморов здесь В. Н. Татищев не упоминает. В других местах, например, в той же первой книге «Истории Российской» В. Н. Татищев писал: «…а маурема значит поморье, или приморская, или многоводная земля, отчего до сих пор поморье северное около Двины и Колы именуют Мауремани и Мурмани, также и град Муром, думается, от множества болот или от народа, пришедшего от моря, имя получил». И ещё: «…обсчее имя Поморие, а по уездам Архангельской, Колмоград, Вага, Тотьма, Вологда, Каргополь, Чаронда (прим. Вологодская обл.) и Олонец (прим. Карелия)».
Нужно отметить,[кому?] что выводы В. Н. Татищева о месте нахождения и размерах «Помория» основаны на работе с доступными ему письменными источниками и документами Разряда — центрального московского военного ведомства, а не на фактическом обследовании местности. При этом следует учитывать, что В. Н. Татищев создавал историю и географию о всей России и для всей России. В отдельных случаях он сочинял собственную терминологию, иногда не совсем удачно. Например, в исторических трудах В. Н. Татищева «Белой Русью» именовалась Ростово-Суздальская земля. Термин В. Н. Татищева в данном случае в отечественной историографии не прижился. Но в случае с Поморьем, интерпретация В. Н. Татищева получила широкое распространение.

### Важность перекрёстного использования источников
Работу с историческими документами всегда полезно сопоставлять с другими источниками, например — этнографическими. Так, полевые этнографические экспедиции Т. А. Бернштам в 60-е годы XX века показали, что жители деревень устья Северной Двины не называли себя поморами: «Никогда и разговору нет». Они считали поморами население Летнего берега. И ещё: «С Кандалакши на Мурман не ходили. Те может себя тоже поморами зовут, а для нас это не поморы»; Но встречались и заявления: «С Летнего берега не поморы, они картошку сеяли, хлебопашеством занимались». Жители кандалакшского берега утверждали: «Мы губяне, не поморы. Поморы — те по морю живут, а мы в губе живём, и поэтому в Архангельске нас называют губянами». Жителей Терского берега кандалакшане называли «терчанами», «роканами», «карелой» и «пеккой». Сильнее всего самосознание «помор» оказалось выраженным у населения Поморского берега. Настоящими поморами оно считало только себя, прочно связывая это название с мурманскими тресковыми промыслами, а слово «поморский» добавляли ко многим проявлениям своей жизни и быта: «поморский харч», «поморская справа», «поморский обычай», «поморские гости» и т. д. Ещё одним важным источником для перекрёстного сопоставления, наряду с историческими и этнографическими источниками, следует считать официальные данные переписей населения, в результате которых большая часть носителей поморской идентичности сегодня проживает на территории Архангельской области, а не на западном берегу Белого моря.
На сегодняшний день, с учётом данных переписей населения, целесообразно считать поморами население, обладающее поморской идентичностью, а представления о поморах, взятые из некоторых исторических источников прошлых веков — устаревшими.